# Чарныши
Чарныши (пол. Czarnysz) — дворянский род.
Родоначальник — Иван Чарныш — генеральный судья малороссийского войска. Участвовал в доносе, поданном Кочубеем в 1708 г., Петру Великому на гетмана Мазепу. По смерти Скоропадского, был назначен (1721) председателем судной канцелярии; в 1723 г. был вытребован в Санкт-Петербург и, подозреваемый в измене, посажен в крепость, но по кончине Петра Великого возвращён на родину. Род угасший.
Определением Временного Присутствия Герольдии, от 20 Декабря 1845 года, утверждены постановления Киевского и Полтавского Дворянских Депутатских Собраний, от 18 Декабря 1788 и 31 Июля 1845 годов, о внесении Надворного Советника Ивана Чарныш, сына его капитана Василия с сыновьями: Николаем, Иваном и Василием, по заслугам первого, в третью часть Дворянской родословной книги.

## Описание герба
В лазоревом щите на серебряной подкове шипами вниз золотой полуторный крест. Внутри подковы золотая восьмиконечная звезда.
Над щитом дворянский коронованный шлем. Нашлемник — пять страусовых перьев: среднее и крайние — лазоревые, второе — серебряное, четвёртое золотое. Намёт справа лазоревый с серебром, слева лазоревый с золотом. Герб рода Чарныш внесён в 20-ю часть Общего гербовника дворянских родов Всероссийской империи.